# Сухополов'янська сільська рада
Сухополо́в'янська сільська́ ра́да — адміністративно-територіальна одиниця та орган місцевого самоврядування у Прилуцькому районі Чернігівської області. Адміністративний центр — село Сухополова.

## Загальні відомості
Сухополов'янська сільська рада утворена у 1920 році.
- Територія ради: 43,707 км²
- Населення ради: 1 887 осіб (станом на 2001 рік)

## Населені пункти
Сільській раді підпорядковані населені пункти:
- с. Сухополова
- с. Білещина
- с. Пирогівці
- с. Полова
- с. Ярова Білещина

## Склад ради
Рада складається з 16 депутатів та голови.
- Голова ради: Проценко Сергій Миколайович
- Секретар ради: Кубрак Людмила Григорівна

### Керівний склад попередніх скликань
| Прізвище, ім'я, по батькові | Основні відомості                                                 | Дата обрання | Дата звільнення |
| --------------------------- | ----------------------------------------------------------------- | ------------ | --------------- |
| Проценко Сергій Миколайович | Сільський голова, 1963 року народження, освіта вища               | 26.03.2006   | 31.10.2010      |
| Проценко Сергій Миколайович | Сільський голова, 1963 року народження, освіта вища, безпартійний | 31.10.2010   |                 |

Примітка: таблиця складена за даними сайту Верховної Ради України

### Депутати
За результатами місцевих виборів 2010 року депутатами ради стали:

#### За суб'єктами висування
| Суб'єкт висування            | Кількість обраних депутатів | %    |
| ---------------------------- | --------------------------- | ---- |
| Самовисування                | 9                           | 56,3 |
| Соціалістична партія України | 6                           | 37,5 |
| Партія регіонів              | 1                           | 6,3  |

#### За округами
| № округу                     | Прізвище, ім'я, по батькові   | Дата визнання обраним | Освіта             | Партійна приналежність             | Відомості про обраного депутата                            |
| ---------------------------- | ----------------------------- | --------------------- | ------------------ | ---------------------------------- | ---------------------------------------------------------- |
| Партія регіонів              |                               |                       |                    |                                    |                                                            |
| 5                            | Кириченко Ольга Михайлівна    | 01.11.2010            | середня спеціальна | член Партії регіонів               | тимчасово не працює                                        |
| Соціалістична партія України |                               |                       |                    |                                    |                                                            |
| 1                            | Радько Петро Андрійович       | 01.11.2010            | вища               | член Соціалістичної партії України | пенсіонер                                                  |
| 6                            | Філозоп Юрій Олексійович      | 01.11.2010            | середня спеціальна | член Соціалістичної партії України | фельдшерсько-акушерський пункт с. Сухополова, зав. ФАПом   |
| 8                            | Фаттахова Світлана Миколаївна | 01.11.2010            | середня спеціальна | член Соціалістичної партії України | пенсіонер                                                  |
| 9                            | Минко Василь Олександрович    | 01.11.2010            | середня            | член Соціалістичної партії України | пенсіонер                                                  |
| 13                           | Рябоконь Ганна Омелянівна     | 01.11.2010            | вища               | позапартійна                       | пенсіонер                                                  |
| 16                           | Проценко Ганна Миколаївна     | 01.11.2010            | середня спеціальна | член Соціалістичної партії України | Полов'янський ФП, молодша медсестра                        |
| Самовисування                |                               |                       |                    |                                    |                                                            |
| 2                            | Матвієнко Ніна Дмитрівна      | 01.11.2010            | середня спеціальна | позапартійна                       | Сухо полов'янська с/рада, землевпорядник                   |
| 3                            | Пулінець Наталія Іванівна     | 01.11.2010            | вища               | позапартійна                       | тимчасово не працює                                        |
| 4                            | Зінченко Михайло Петрович     | 01.11.2010            | середня спеціальна | позапартійний                      | МПП «Янтар», директор                                      |
| 7                            | Кубрак Людмила Григорівна     | 01.11.2010            | середня            | позапартійна                       | Сухополов'янська с/рада, секретар                          |
| 10                           | Пшенична Світлана Іванівна    | 01.11.2010            | середня спеціальна | позапартійна                       | Сухо полов'янська с/рада, головний бухгалтер               |
| 11                           | Валько Ярослав Олександрович  | 01.11.2010            | вища               | позапартійний                      | М.Прилуки, податкова міліція, заступник начальника відділу |
| 12                           | Цибенко Юрій Григорович       | 01.11.2010            | середня            | позапартійний                      | ПП «Агрі-Агро», директор                                   |
| 14                           | Загуменник Любов Миколаївна   | 01.11.2010            | середня            | позапартійна                       | Сухо полов'янський БК, директор                            |
| 15                           | Недобор Надія Іванівна        | 09.01.2011            | середня            | позапартійна                       | ТОВ «Агрікор-Холдінг», комірник                            |